# ELTA Systems

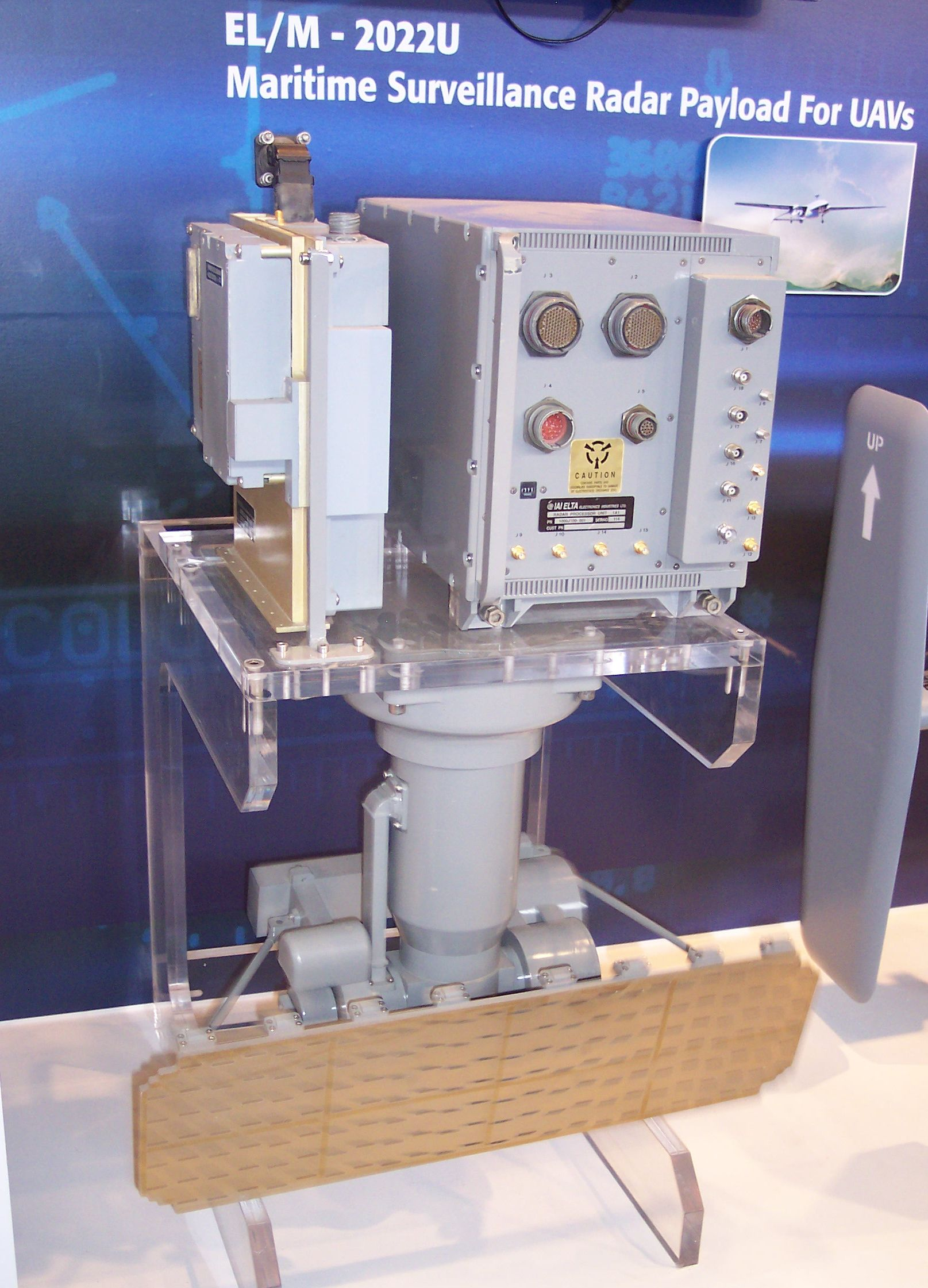
EL/M-2022U, радар для беспилотного летательного аппарата

ELTA Systems Ltd. — израильский производитель оборонной продукции, специализирующийся на радиолокационных средствах, системах C4ISTAR, радиосвязи, радиоэлектронной разведки, радиоэлектронного противодействия.
Elta является дочерней компанией Israel Aerospace Industries, одного из ведущих израильских производителей военной техники. Компания была основана в 1967 году и переведена в город Ашдод в рамках политики децентрализации израильской промышленности, проводимой премьер-министром Леви Эшколем.

## Подразделения

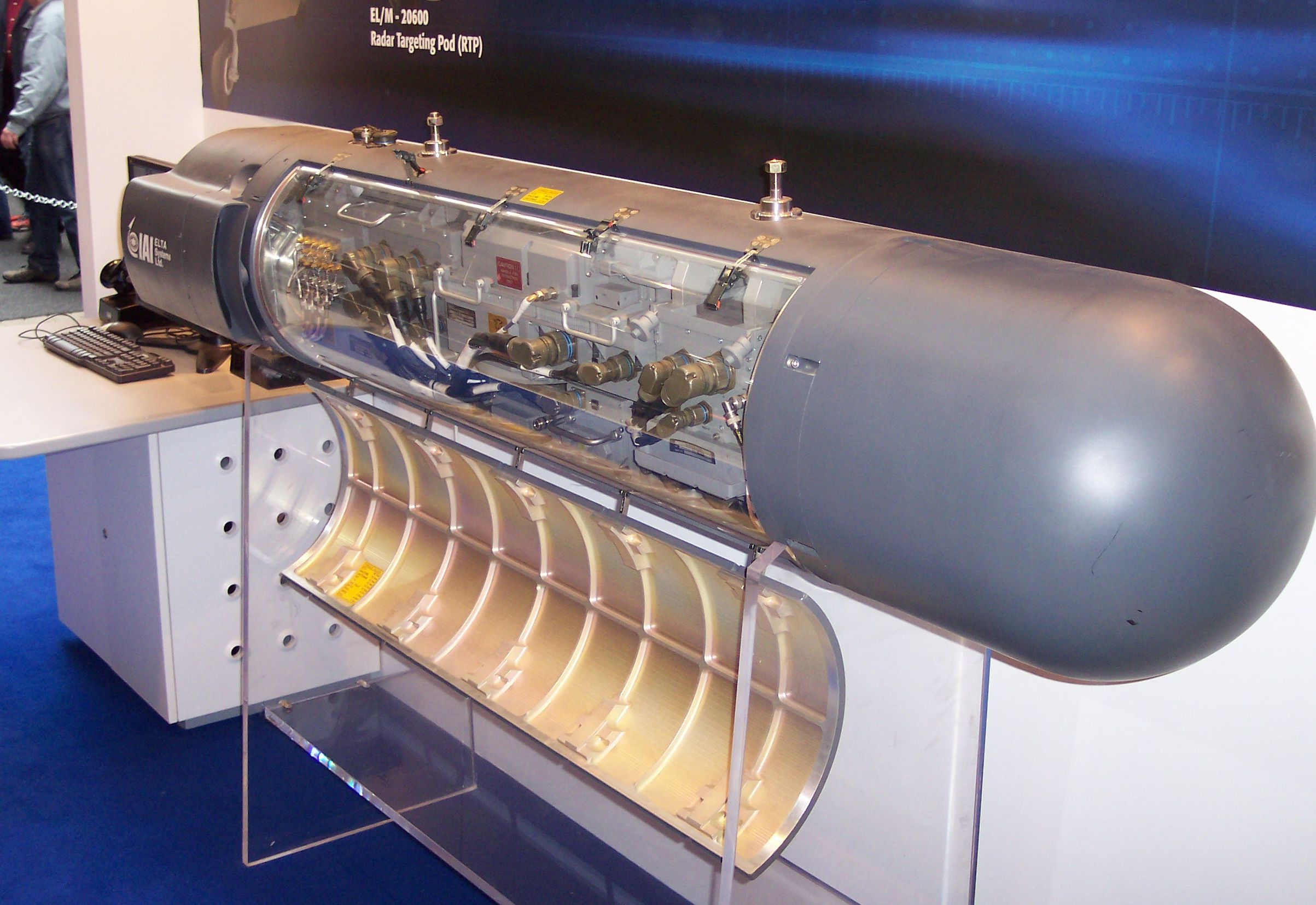
EL/M-20600, детектор РЛС

- ELTA IMINT & Radar Division
- ELTA SIGINT, EW & Communication Division
- ELTA AEW Division
- ELTA Technologies Division
- ELTA Microwave Division

## Экономические показатели
Продажи компании в 2006 году составили $805 млн., из которых 90% пришлось на экспорт в более чем 50 иностранных государств.